# Travail.Suisse
Travail.Suisse è una confederazione sindacale svizzera nata il 14 dicembre 2002 a Berna. La sua nascita è dovuta alla fusione di due precedenti federazioni sindacali: la Confédération des syndicats chrétiens de Suisse (CSC) e la Fédération des sociétés suisses d’employés (FSE).

## Membri della confederazione

### Affiliati ex CSC
- syna: sindacato dell'artigianato dell'industria e dei servizi.
- Transfair:[3] sindacato dei lavoratori dei settori posta e logistica, comunicazione, trasporti pubblici, amministrazione pubblica.
- SCIV (FR) :[4] sindacato federale del Canton Vallese.
- OCST:[5] sindacato federale del Canton Ticino.
- VUCAS:[6] sindacato cristiano dei lavoratori ungheresi in Svizzera.

### Affiliati ex FSE
- Employés Suisse Archiviato il 4 febbraio 2012 in Internet Archive. (EN) : sindacato del settore meccanico, elettrico, metallurgico, chimico e farmaceutico.
- Hotel & Gastro Union[collegamento interrotto]
- ADS-EDS[collegamento interrotto] (FR) :[7] sindacato dei lavoratori delle dogane.

### Affiliati successivi
- FH-CH|HES-CH|SUP-CH Archiviato il 2 settembre 2011 in Internet Archive.:[8] sindacato dei docenti delle scuole universitarie professionali.
- ARLD (FR) :[9] sindacato dei cantoni romandi dei logopedisti.
- VSPD|FSFP: sindacato dei dipendenti della FEDPOL, la polizia federale svizzera.